# Trenéři Juventusu FC

## Historie
Až do první poloviny 20. letech 20. století neexistoval v italském fotbale žádný podrobný tréninkový systém v přípravě na ligové zápasy. V praxi se hráči scházeli několikrát týdně v různých tréninkových dnech, skládajících se z malých zápasů a rychlostních anebo vytrvalostních běhů, vždy pod koordinací kapitána týmu. Prvním trenérem se stal Maďar Jenő Károly, kterého si v roce 1923 vybral prezident Edoardo Agnelli, aby do hry týmu zavedl inovace z taktického a strategického hlediska.
Nejdéle sloužícím trenérem byl Giovanni Trapattoni, který zůstal ve vedení týmu třináct let, včetně deseti po sobě. Také drží rekord v počtu zápasů jako trenér (596) a získaných trofejí s klubem (14, rekord mezi italskými trenéry). Za zmínku stojí také Carlo Carcano, který vyhrál čtyři tituly v 30. letech a Massimiliano Allegri, který od roku 2014 do roku 2019 vyhrál pět titulů v řadě, což je také rekord v italském fotbale.– období, kdy se stal jediným trenérem v historii italského fotbalu schopným vyhrát pět mistrovských titulů v řadě. Paraguayec Heriberto Herrera je první mezi zahraniční trenéry, který měl nejvíce zápasů na lavičce (215 zápasů v letech 1964 až 1969).
I bývalí fotbalisté kteří nastoupili v dresu Bianconeri se posadilo na trenérskou lavičku, jsou to tito v chronologickém pořadí: József Viola, Carlo Bigatto, Virginio Rosetta, Umberto Caligaris, Federico Munerati, Giovanni Ferrari, Luis Monti, Felice Placido Borel, Renato Cesarini, Luigi Berbaldolini, Teobaldo Depetrini, Carlo Parola, Július Korostelev, Ercole Rabitti, Čestmír Vycpálek, Dino Zoff, Fabio Capello, Didier Deschamps, Ciro Ferrara, Antonio Conte a Andrea Pirlo.

## Chronologický seznam trenérů
Níže je uveden seznam trenérů od založení klubu a vítězství uvedených trofejích.

## Statistika
Aktualizováno k 1. července 2025 zahrnující všechny oficiální zápasy.

| Jméno                | Národnost  | Období                          | Zápasy | Vítězství | Remízy | Prohry | % Vítězství | zdroj |
| -------------------- | ---------- | ------------------------------- | ------ | --------- | ------ | ------ | ----------- | ----- |
| Giovanni Trapattoni  | Itálie     | 1976–1986, 1991–1994            | 596    | 319       | 181    | 96     | 53,52       |       |
| Marcello Lippi       | Itálie     | 1994–1999, 2001–2004            | 405    | 227       | 104    | 74     | 56,05       |       |
| Massimiliano Allegri | Itálie     | 2014–2019, 2021–2024            | 420    | 271       | 77     | 72     | 64,52       |       |
| Heriberto Herrera    | Paraguay   | 1964–1969                       | 215    | 100       | 73     | 42     | 46,51       |       |
| Carlo Parola         | Itálie     | 1959–1961, 1961–1962, 1974–1976 | 202    | 117       | 38     | 47     | 57,92       |       |
| Carlo Carcano        | Itálie     | 1930–1935                       | 161    | 111       | 27     | 23     | 68,94       |       |
| Čestmír Vycpálek     | Česko      | 1971–1974                       | 157    | 79        | 56     | 22     | 50,32       |       |
| Antonio Conte        | Itálie     | 2011–2014                       | 151    | 102       | 34     | 15     | 67,55       |       |
| Virginio Rosetta     | Itálie     | 1935–1939                       | 139    | 61        | 45     | 33     | 43,88       |       |
| Carlo Ancelotti      | Itálie     | 1999–2001                       | 114    | 63        | 33     | 18     | 55,26       |       |
| Fabio Capello        | Itálie     | 2004–2006                       | 105    | 68        | 24     | 13     | 64,76       |       |
| Dino Zoff            | Itálie     | 1988–1990                       | 104    | 53        | 34     | 17     | 50,96       |       |
| Felice Borel         | Itálie     | 1942–1946                       | 96     | 54        | 21     | 21     | 56,25       |       |
| Claudio Ranieri      | Itálie     | 2007–2009                       | 93     | 46        | 30     | 17     | 49,46       |       |
| Rino Marchesi        | Itálie     | 1986–1988                       | 89     | 42        | 27     | 20     | 47,19       |       |
| Renato Cesarini      | Itálie     | 1946–1948                       | 76     | 40        | 18     | 18     | 52,63       |       |
| Jesse Carver         | Anglie     | 1949–1951                       | 76     | 51        | 14     | 11     | 67,11       |       |
| Jenő Károly          | Maďarsko   | 1923–1926                       | 70     | 40        | 17     | 13     | 57,14       |       |
| Aldo Olivieri        | Itálie     | 1953–1955                       | 68     | 32        | 23     | 13     | 47,06       |       |
| József Viola         | Maďarsko   | 1926–1928                       | 67     | 38        | 12     | 17     | 56,72       |       |
| George Aitken        | Skotsko    | 1928–1930                       | 67     | 37        | 16     | 14     | 55,22       |       |
| György Sárosi        | Maďarsko   | 1951–1953                       | 62     | 32        | 16     | 10     | 51,61       |       |
| Sandro Puppo         | Itálie     | 1955–1957                       | 62     | 15        | 27     | 20     | 24,19       |       |
| Ljubiša Broćić       | Jugoslávie | 1957–1958                       | 53     | 34        | 9      | 10     | 64,15       |       |
| Maurizio Sarri       | Itálie     | 2019–2020                       | 52     | 34        | 9      | 9      | 65,38       |       |
| Andrea Pirlo         | Itálie     | 2020–2021                       | 52     | 34        | 10     | 8      | 65,38       |       |
| Luigi Delneri        | Itálie     | 2010–2011                       | 50     | 20        | 19     | 11     | 40,00       |       |
| Luigi Maifredi       | Itálie     | 1990–1991                       | 49     | 23        | 12     | 14     | 46,94       |       |
| William Chalmers     | Skotsko    | 1948–1949                       | 48     | 24        | 10     | 14     | 50,00       |       |
| Paulo Amaral         | Brazílie   | 1962–1964                       | 44     | 25        | 10     | 9      | 56,82       |       |
| Didier Deschamps     | Francie    | 2006–2007                       | 43     | 30        | 11     | 2      | 69,77       |       |
| Thiago Motta         | Itálie     | 2024-2025                       | 42     | 18        | 17     | 7      | 42,86       |       |
| Eraldo Monzeglio     | Itálie     | 1964                            | 37     | 15        | 10     | 12     | 40,54       |       |
| Umberto Caligaris    | Itálie     | 1939–1940                       | 36     | 19        | 7      | 10     | 52,78       |       |
| Teobaldo Depetrini   | Itálie     | 1957–1959                       | 36     | 20        | 9      | 7      | 55,56       |       |
| Ciro Ferrara         | Itálie     | 2009–2010                       | 31     | 15        | 5      | 11     | 48,39       |       |
| Federico Munerati    | Itálie     | 1940–1941                       | 30     | 12        | 7      | 11     | 40,00       |       |
| Carlo Bigatto        | Itálie     | 1934–1935                       | 29     | 16        | 8      | 5      | 55,17       |       |
| Ercole Rabitti       | Itálie     | 1969–1970                       | 29     | 14        | 9      | 6      | 48,28       |       |
| Armando Picchi       | Itálie     | 1970–1971                       | 29     | 17        | 6      | 6      | 58,62       |       |
| Alberto Zaccheroni   | Itálie     | 2010                            | 21     | 8         | 5      | 8      | 38,10       |       |
| Luis Monti           | Itálie     | 1942                            | 19     | 10        | 5      | 4      | 52,63       |       |
| Giovanni Ferrari     | Itálie     | 1941–1942                       | 17     | 7         | 4      | 6      | 41,18       |       |
| Luis Carniglia       | Argentina  | 1969                            | 12     | 5         | 4      | 3      | 41,67       |       |
| Luigi Bertolini      | Itálie     | 1951                            | 10     | 8         | 1      | 1      | 80,00       |       |
| Igor Tudor           | Chorvatsko | 2025                            | 13     | 7         | 3      | 3      | 53,85       |       |
| Paolo Montero        | Uruguay    | 2024                            | 2      | 1         | 1      | 0      | 50,00       |       |
| Július Korostelev    | Česko      | 1961                            | 2      | 0         | 1      | 1      | 00,00       |       |
| Giancarlo Corradini  | Itálie     | 2007                            | 2      | 0         | 0      | 2      | 00,00       |       |